# Сент-Франсис (приток Миссисипи)
Сент-Франсис (англ. Saint Francis River) — река в США, приток Миссисипи. Длина — 720 км, площадь бассейна 22 600 км². Среднегодовой расход воды — 167 м³/сек.
Берёт начало в штате Миссури и протекает по его юго-востоку (в том числе через национальный лес «Марк-Твен») и по северо-восточной части штата Арканзас. Течёт в южном направлении.
Используется для орошения, на реке построено водохранилище Уаппапелло. Проводятся соревнования по гребному слалому и экстремальному сплаву.